# 切爾沃尼比爾
50°39′18″N 27°53′50″E / 50.65500°N 27.89722°E
切爾沃尼比爾（烏克蘭語：Червоний Бір），是烏克蘭北部的村莊，隸屬日托米爾州的茲維亞赫爾區。該村面積0.2平方公里，海拔高度224米，2001年人口15，人口密度每平方公里75.38人。